# Clément Cazaud
Clément Cazaud est un viticulteur et un homme politique français né le 8 mars 1858 à Eymoutiers, en Haute-Vienne, et décédé le 15 juin 1949 à Sarliac-sur-l'Isle, en Dordogne.

## Biographie
Fils d'un marchand de bois limousin, Clément Cazaud choisit de s'établir viticulteur en Dordogne. Il entre en politique en devenant, en 1919, maire de Sarliac-sur-l'Isle, puis, en 1922, conseiller général du canton de Savignac-les-Églises. 
En 1928, il se présente aux élections législatives dans la deuxième circonscription de Périgueux. Se présentant comme un candidat radical-socialiste, il est élu et choisit de rejoindre le groupe de la Gauche sociale et radicale créé par Henry Franklin-Bouillon pour regrouper les radicaux « unionistes », c'est-à-dire ceux qui soutiennent la constitution d'un gouvernement d'union nationale de préférence au Cartel des gauches.
Parlementaire discret, il ne présente qu'un projet de loi, visant à soutenir les victimes des orages qui ravagent la Dordogne en 1931. Battu l'année suivante par le candidat socialiste français Marc de Molènes, il se retire de la vie politique et reprend sa carrière agricole.

## Sources
- « Clément Cazaud », dans le Dictionnaire des parlementaires français (1889-1940), sous la direction de Jean Jolly, PUF, 1960 [détail de l’édition]